# 로보캅 (1987년 영화)
《로보캅》(RoboCop)은 1987년 개봉한 SF 액션 영화이다. 《로보캅》 시리즈의 첫 번째 영화이다. 순직한 경찰의 신체를 이용해 만든 사이보그 경찰 "로보캅"의 활약상을 그리고 있다.
같은 헐리우드 영화인 터미네이터 등과 마찬가지로 비교적 저예산으로 만들었지만 흥행수입은 5,300만 달러(제작비 1,300만 달러)를 넘는 히트작이 되었다.
본작의 인기로 인해 2, 3의 속편과 애니메이션, 만화 등으로도 만들어졌다.

## 줄거리
머지않은 미래, 미국 디트로이트는 범죄도시가 되었고, 거대 기업 옴니 콘슈머 프로덕트(OCP)가 경찰을 민영화하여 지배하고 있다. 하지만 한정적인 경찰 요원들로 치안을 담당하기는 한계가 있었으며, 경찰 내부에서는 갈수록 늘어나는 순직자 비율에 불만을 가지고 파업을 논의하는 지경에 이르렀다. COP의 부회장 딕 존스는 경찰을 대체할 로봇 경찰 ED-209를 개발하여 자신있게 선보인다. 그런데 시연 당시 기기 오작동으로 시연자가 사망하는 사태가 일어나고 존스의 입지는 추락한다. 이때 존스의 경쟁자였던 밥 모턴은 그 틈을 파고들어, 새로운 로봇 경찰 프로젝트 '로보캅'을 소개한다.
그 무렵 디트로이트 경찰서에 알렉스 머피 순경이 새로 부임한다. 앤 루이스 경관과 이인조로 순찰에 나선 머피는, 최근 일련의 경관 살해 사건으로 지명수배 중이던 범죄자 클래런스 보디커와 그의 일당을 발견한다. 머피와 루이스는 자동차 추격 끝에 보디커 일당의 아지트에 잡입하지만 곧 함정에 빠진다. 머피는 일당의 총격에 사지를 피격당한 뒤 머리를 쏘여 사망에 이르고 만다. 머피의 시체는 OCP 연구실로 옮겨져 뇌를 제외한 신체가 모두 기계로 교체되고, 기억은 전부 삭제된다. 곧 방탄 갑옷과 총기로 무장한 강화 사이보그 경찰 로보캅으로 재탄생한다.
로보캅은 무적에 가까운 힘을 앞세워 길거리 범죄자들을 소탕하고, 단독으로 인질범을 처단하기도 한다. 언론과 대중은 그의 존재에 환호한다. 하지만 루이스 경관은 로보캅의 능숙한 총 놀림을 보고는, 로보캅이 죽은 머피라고 의심하게 된다. 로보캅은 곧 자신의 죽음에 관한 기억을 되살리게 되고, 그때 마주친 루이스 경관이 그를 '머피'라고 부르자 동요한다. 그날 밤 순찰 중에 로보캅은 보디커의 부하 에밀을 체포하게 되는데, 에밀은 로보캅이 머피임을 알아보게 된다. 로보캅은 경찰 데이터베이스에 접속함으로써 결국 자신의 과거와 보디커 일당에 대해 알게 된다. 기억을 되살리기 위해 머피의 옛날 집을 찾아가기도 해보지만 그의 가족은 이미 사라진 후였고, 로보캅은 분노한다.
한편 로보캅의 성과로 모턴은 존스를 밀어내고 부회장 자리를 거머쥔다. 그러나 이에 분개한 존스가 그의 심복이었던 보디커를 움직여 모턴을 제거해 버린다. 존스의 비호와 마약 사업으로 승승장구하던 보디커와 그의 일당은, 마약 공장에 들이닥친 로보캅의 활약으로 전부 체포된다. 보디커는 자신의 고용주가 딕 존스임을 발설하고, 로보캅은 존스를 체포하려 OCP에 간다. 하지만 로보캅의 인공지능에는 'OCP 인원은 체포할 수 없다'는 제한이 걸려 있었다. 로보캅은 ED-209에 공격당하고, 존스의 신고로 도리어 경찰에 쫓기는 신세가 된다. 루이스가 나서서 간신히 로보캅을 대피시킨다. 로보캅은 제철소에 몸을 숨긴 뒤 파괴된 신체를 수리하면서, 루이스의 도움으로 자신이 알렉스 머피임을 확실하게 인지하게 된다.
그 사이 마침내 경찰 파업이 일어나고 도시는 폭동으로 아수라장이 된다. 존스는 보디커 일당을 석방시키고 군용 무기를 주어 로보캅을 처리하게 한다. 이를 알고 있었던 로보캅은 루이스와 협력하여, 저격과 기습으로 보디커 일당을 하나둘 처단한다. 곧 보디커와 대치하게 된 로보캅은 철골에 깔리는 위기에 빠지지만, 보디커의 목에 침을 꽂아 넣음으로써 그를 사살한다. 이후 로보캅은 마지막 복수를 위해 OCP 본사로 이동하고, 임원들에게 존스가 모턴을 살해했다는 증거 영상을 내민다. 궁지에 몰린 존스가 회장을 인질로 잡자 로보캅은 제한 때문에 머뭇거린다. 그러나 회장이 존스를 해고하자 로보캅은 단숨에 존스를 사살하고 존스는 건물 밖으로 추락해 버린다. 회장이 로보캅의 행동을 칭찬하며 이름이 무엇인지 묻자, 로보캅은 "머피"라고 대답한다.

## 출연진
- 피터 웰러 - 알렉스 J. 머피 / 로보캅
- 낸시 앨런 - 앤 루이스
- 대니얼 오헐리히 - OCP 회장
- 로니 콕스 - 리처드 "딕" 존스
- 커트우드 스미스 - 클래런스 보디커
- 미겔 페러 - 로버트 "밥" 모턴
- 폴 매크레인 - 에밀 앤터나우스키
- 레이 와이즈 - 리언 내시
- 제시 D. 고인스 - 조 콕스
- 캘빈 정 - 스티브 민
- 로버트 도퀴 - 존 리드 서장
- 마이클 그레고리 - 헤지콕 경위
- 펠턴 페리 - 도널드 존슨
- 케빈 페이지 - 키니
- 리 더브루 - 샐
- 마리오 마차도 - 케이시 웡
- 리자 기번스 - 제스 퍼킨스
- 빅스비 스나이더 - S. D. 네메스
- 앤지 롤링스 - 머피의 아내
- 제이슨 러빈 - 머피의 아들
- 존 데이비슨 - ED-209 목소리
- 파울 페르후번 - 나이트클럽 춤꾼(카메오)
- 존 랜디스 - 광고 출연자(카메오)